# HMCS La Hulloise (K668)
«Ла Галлойз» (англ. HMCS La Hulloise (K668) — військовий корабель, корвет типу «Флавер» Королівського військово-морського флоту Канади за часів Другої світової війни та післявоєнного часу.
Корвет «Ла Галлойз» був закладений 10 серпня 1943 року на верфі компанії Canadian Vickers у Монреалі. 29 жовтня 1943 року він був спущений на воду, а 20 травня 1944 року увійшов до складу Королівських ВМС Канади. 6 грудня 1945 року виведений до резерву. 30 січня 1954 року вдруге введений до строю як HMCS New Glasgow (FFE 315) після проведення модернізації за програмою фрегата типу «Престоніан». 1967 році розібраний на брухт.

## Історія служби
7 березня 1945 року «Ла Галлойз», діючи разом з фрегатами «Тетфорд Майнз» і «Стратадам», потопив у протоці Святого Георга глибинними бомбами німецький підводний човен U-1302 з усіма членами екіпажу на борту.